# Liston-Gletscher
Der Liston-Gletscher ist ein Gletscher im ostantarktischen Viktorialand. In der Asgard Range ist er der östlichste dreier Gletscher, die in die Nordflanke des westlichen Taylor-Gletschers münden. Er liegt rund 3 km östlich des East Groin, nördlich des Round Mountain und unmittelbar südwestlich des Wolak Peak.
Das Advisory Committee on Antarctic Names benannte ihn 2011 nach Glen E. Liston, der zwischen 1996 und 1997 an einer norwegischen Expedition ins Königin-Maud-Land, 2005 an Studien zur Gletscherschmelze in den Antarktischen Trockentälern und von 2007 bis 2008 an einer Überlandtraverse zum geographischen Südpol beteiligt war.